# Prickig mellanklotterlav
Prickig mellanklotterlav (Opegrapha niveoatra) är en lavart som först beskrevs av William Borrer, och fick sitt nu gällande namn av J. R. Laundon. Prickig mellanklotterlav ingår i släktet Opegrapha och familjen Roccellaceae.  Arten är reproducerande i Sverige. Inga underarter finns listade i Catalogue of Life.